# Brug 216
Brug 216 is een vaste brug in Amsterdam-Centrum.
De brug overspant de Oudezijds Achterburgwal en vormt de verbinding tussen de Sint Agnietenstraat en Rusland. Opvallend aan de brug is dat zij schuin over de gracht ligt. Daar waar elders in de binnenstad van Amsterdam werd geopteerd om een haaks liggende brug dan maar niet te laten aansluiten op de doorgaande route is er hier voor gekozen om de brug wel aan te laten sluiten. Het laat van boven dan zien dat de brug eigenlijk kuist niet goed aansluit, noch op de Agnietenstraat, noch op het Rusland.
Hier ligt al eeuwen een brug. Op de kaarten van Pieter Bast (1599) en Balthasar Florisz. van Berckenrode (1625) is hier een brug ingetekend naar ’t Rus-landt. De moderne geschiedenis begint hier in 1870. Toen besteedde de gemeente Amsterdam het verlagen van de steenen wulfbrug no. 216 aan, met het overdekken met ijzeren brugleggers en een houten dek met zinkbekleding. De brug was een ontwerp van Bastiaan de Greef, toen stadsarchitect bij de Timmertuin der gemeente. Hier werd een welfbrug uit rond 1766 vervangen door een liggerbrug. Een aantal jaren na de oplevering kwam fotograaf Pieter Oosterhuis langs en legde de brug vast. Deze brug met lantaren midden op de brug en 19e-eeuwse balustrades hield het bijna een eeuw vol. De brug kreeg te maken met een toenemend verkeersaanbod, waaronder een steeds grotere stoet aan trouwauto’s die via deze route het stadhuis op de OZ Achterburgwal probeerden te bereiken. De liggerbrug werd daarbij steeds onderhoudsgevoeliger; van het terugleggen van een liggerbrug werd daarom afgezien. Er kwam in 1971 een nieuwe welfbrug, er werd hier deels teruggerestaureerd. Een opmerkelijke keus, want de noordelijker gelegen Paulusbroedersluis bleef bij restauratie een liggerbrug, net als de zuidelijker gelegen brug 218 met daartussen dus een klassiek uitziende welfbrug van jaren-zeventigbeton.
Tot april 2016 stond de brug bekend als Ruslandbrug dan wel Russchenbrug. In die maand trok de gemeente Amsterdam alle officieuze benamingen van bruggen in en ging de brug anoniem door het leven. 

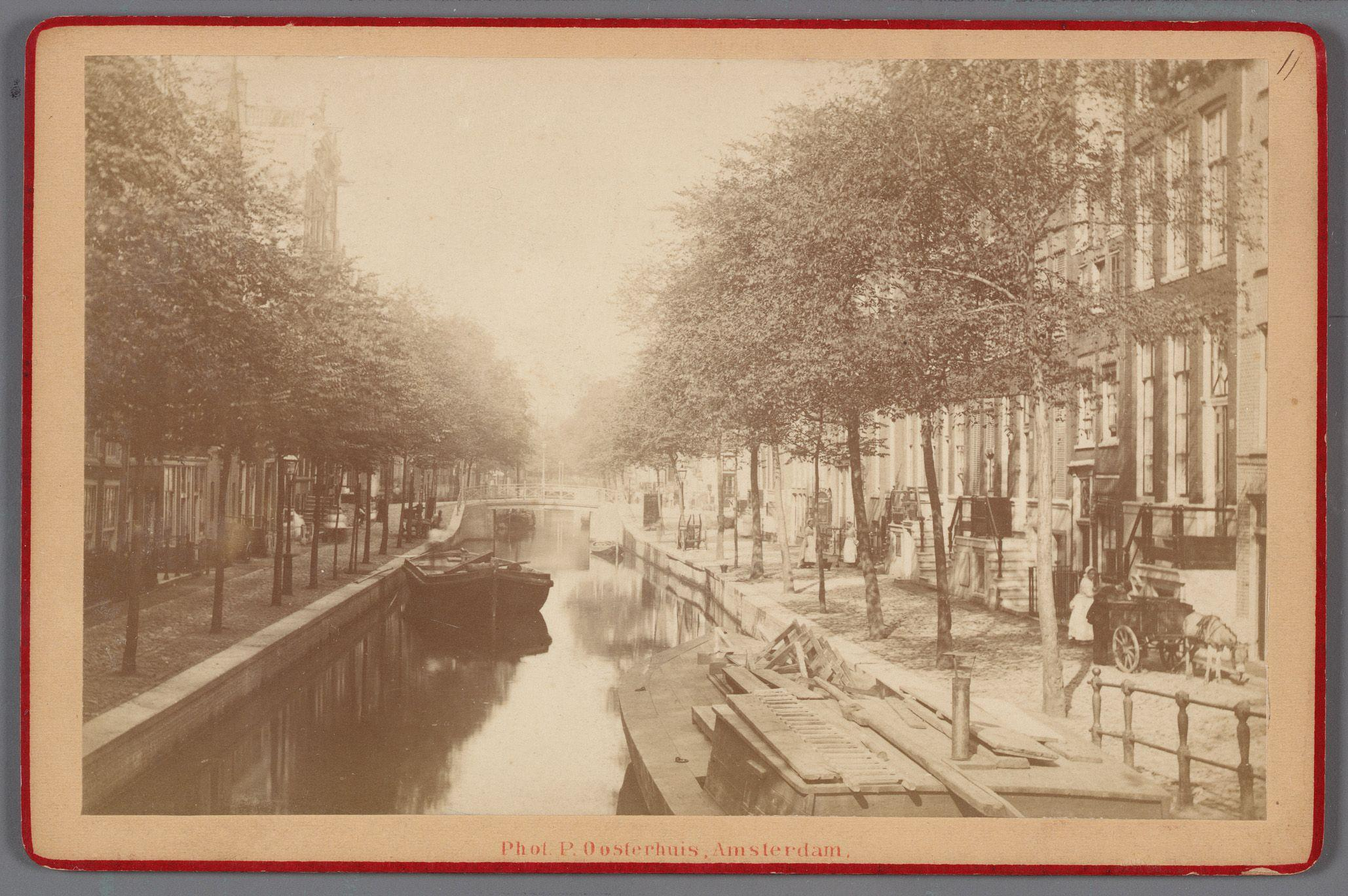
De liggerbrug door Pieter Oosterhuis, rond 1875

<<< · 200 · 201 · 202 · 203 · 204 · 205 · 206 · 207 · 208 · 209 ·  210 · 211 · 212 · 213 · 214 · 215 · 216 · 217 · 218 · 220 · 221 · 222 · 223 · 224 · 225 · 226 · 227 · 228 · 228P · 229 · 230 · 231 · 232 · 233 · 234 · 235 · 236 · 237 · 238 · 239 ·  240 · 241 · 242 · 243 · 244 · 245 · 246 · 247 · 248 · 249 ·  250 · 251 · 252 · 253 · 254 · 255 · 256 · 257 · 258 · 259 · 260 · 261 · 262 · 263 · 264 · 265 · 266 · 267 · 270 · 271 · 272 · 273 · 274 · 275 · 277 · 278 · 279 · 280 · 281 · 283 · 285 · 286 · 287 · 288 · 289 · 290 · 291 · 292 · 293 · 295 · 296 · 297 · 298 · 299 · >>>
Brugnummers 219, 268, 269, 276, 282, 284, 294 zijn niet (meer) in omloop.